# Протоколы сетевого уровня

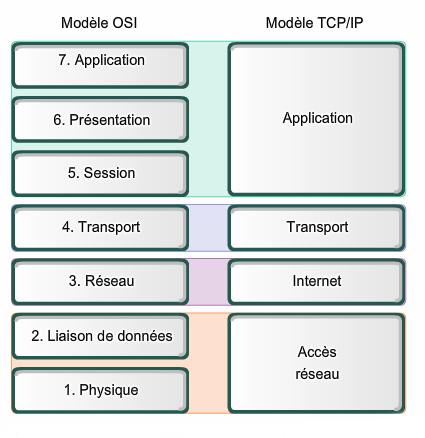
Сравнение OSI и TCP/IP

Сетевой уровень (англ. network layer) — третий уровень сетевой модели OSI, предназначается для определения пути передачи данных. Отвечает за трансляцию логических адресов и имён в физические, определение кратчайших маршрутов, маршрутизацию, отслеживание неполадок и заторов в сети. На этом уровне работает такое сетевое устройство, как маршрутизатор.
В пределах семантики иерархического представления модели OSI Сетевой уровень отвечает на запросы обслуживания от Транспортного уровня и направляет запросы обслуживания на Канальный уровень.
Максимальная длина пакета сетевого уровня может быть ограничена командой ip mtu.

## Классификация
Протоколы сетевого уровня маршрутизируют данные от источника к получателю и могут быть разделены на два класса: протоколы с установкой соединения и без него.
- Протоколы без установки соединения посылают данные, содержащие полную адресную информацию в каждом пакете. Каждый пакет содержит адрес отправителя и получателя. Далее каждое промежуточное сетевое устройство считывает адресную информацию и принимает решение о маршрутизации данных. Письмо или пакет данных передается от одного промежуточного устройства к другому до тех пор, пока не будет доставлено получателю. Протоколы без установки соединения не гарантируют поступления информации получателю в том порядке, в котором она была отправлена, так как разные пакеты могут пройти разными маршрутами. За восстановление порядка данных при использовании сетевых протоколов без установки соединения отвечают транспортные протоколы.

Сетевой уровень модели OSI может быть как с установкой соединения, так и без него. Для сравнения — Межсетевой уровень (англ. internet) стека протоколов Модели DoD (Модель TCP/IP) поддерживает только протокол IP, который является протоколом без установки соединения; протоколы с установкой соединения находятся на следующих уровнях этой модели.
- Присвоение адреса сетевому узлу

Каждый хост в сети должен иметь уникальный адрес, который определяет, где он находится. Этот адрес обычно назначается из иерархической системы. В Интернете адреса известны как адреса протокола IP.
- Продвижение данных

Так как многие сети разделены на подсети и соединяются с другими сетями широковещательными каналами, сети используют специальные хосты, которые называются шлюзами или роутерами (маршрутизаторами) для доставки пакетов между сетями. Это также используется в интересах мобильных приложений, когда пользователь двигается от одной базовой станции к другой, в этом случае пакеты (сообщения) должны следовать за ним. В протоколе IPv4 такая идея описана, но практически не применяется. IPv6 содержит более рациональное решение.

## Отношение к модели TCP/IP
Модель TCP/IP описывает набор протоколов Интернета (RFC 1122). В эту модель входит уровень, который называется Межсетевым, расположенный над Канальным уровнем. Во многих учебниках и других вторичных источниках Межсетевой уровень часто соотносится с Сетевым уровнем модели OSI. Однако это вводит в заблуждение при характеристике протоколов (то есть является ли он протоколом с установкой соединения или без), расположение этих уровней различно в двух моделях. Межсетевой уровень TCP/IP — фактически только подмножество функциональных возможностей Сетевого уровня. Он только описывает один тип архитектуры сети - Интернета.
Вообще, прямых или строгих сравнений между этими моделями следует избегать, так как иерархическое представление в TCP/IP не является основным критерием сравнения и вообще, как полагают, «вредно» (RFC 3439).

## Протоколы
- IPv4/IPv6, Internet Protocol
- DVMRP, Distance Vector Multicast Routing Protocol
- ICMP, Internet Control Message Protocol
- IGMP, Internet Group Management Protocol
- PIM-SM, Protocol Independent Multicast Sparse Mode
- IPsec, Internet Protocol Security
- IPX, Internetwork Packet Exchange
- RIP, Routing Information Protocol
- DDP, Datagram Delivery Protocol